# Julien Vannetelbosch
Louis Emile Julien Vannetelbosch (Meerbeek, 5 december 1920 – Sint-Lambrechts-Woluwe, 5 april 2000) was een Belgisch componist, dirigent en trompettist.

## Levensloop
Vannetelbosch studeerde aan het Conservatorium te Leuven en behaalde in 1938 een eerste prijs notenleer, een eerste prijs voor trompet met onderscheiding en het bekwaamheidsdiploma van trompet. Aansluitend studeerde hij aan het Koninklijk Conservatorium te Brussel en behaalde in 1941 een eerste prijs notenleer, in 1942 een tweede prijs voor kamermuziek met onderscheiding, een eerste prijs van trompet met onderscheiding en een speciale prijs Alphonse Goeyens. 
Daarna werd hij docent voor trompet aan het Koninklijk Conservatorium te Brussel. Hij was ook trompetleraar aan de muziekacademie van Schaarbeek en Vorst.
Als trompettist was hij verbonden aan het Groot symfonisch orkest van de BRT en RTB. In 1942 werd hij lid van het orkest van de Muziekkapel Koningin Elisabeth. Vanaf 1948 werd hij solo trompettist bij de Muziekkapel van de 2e Brigade en van 1948 tot 1952 trompettist bij de Koninklijke Muziekkapel van de Belgische Luchtmacht te Bevekom. In 1952 werd hij lid van het Orkest van de Koninklijke Muntschouwburg. 
Ook bij de amateuristische muziekbeoefening was hij bezig als jurylid bij wedstrijden en vooral als dirigent van muziekverenigingen zoals de Koninklijke Fanfare Eendracht Kampenhout, de Koninklijke Harmonie "T.M.B." Zaventem, de Koninklijke Harmonie Sint-Martinus Overijse, de Harmonie De Jonge Fanfare Meerbeek, de Union des Fanfares Jette, Koninklijke Harmonie Tevuren en andere.
Vannetelbosch was ook lid van de muziekcommissie van de muziekfederatie Brabant. 
Bij al deze werkzaamheden heeft nog tijd gevonden, om rond 25 etudes en wedstrijdstudies voor trompet, cornet, hoorn en bariton te publiceren.